# Suzanne Toase
Suzanne Toase (1979 dans le Lancashire) est une actrice britannique choisie pour jouer le rôle de la Mangemort Alecto Carrow dans la saga Harry Potter.
Elle est également apparue dans l'épisode "Friendface" de la série The IT Crowd, dans le rôle d'Alison.
Suzanne Toase a eu de nombreux rôles principaux dans des pièces de théâtre comme le Petit Chaperon Rouge et Le Magicien d'Oz. Elle est également apparue dans un épisode de Hôtel Babylon

## Filmographie
| Année | Titre                                               | Format     | Rôle          | Notes      |
| ----- | --------------------------------------------------- | ---------- | ------------- | ---------- |
| 2008  | The IT Crowd                                        | Télévision | Alison        | 1 épisode  |
| 2009  | Hôtel Babylon                                       | Télévision | Miriam        | 2 épisodes |
| 2009  | Harry Potter et le Prince de sang-mêlé              | Cinéma     | Alecto Carrow |            |
| 2010  | Harry Potter et les Reliques de la Mort - 1e partie | Cinéma     | Alecto Carrow |            |
| 2011  | Harry Potter et les Reliques de la Mort - 2e partie | Cinéma     | Alecto Carrow |            |